# Difensore civico
Il difensore civico è una figura di garanzia a tutela del cittadino, che ha il compito di accogliere i reclami non accolti in prima istanza dall'ufficio reclami del soggetto che eroga un servizio.
È detto anche ombudsman, termine che deriva da un ufficio di garanzia costituzionale istituito in Svezia nel 1809 e letteralmente significa «mediatore».
All'interno della dottrina giuridica l'istituto dell'ombudsman e la sua evoluzione sono ancora fonte di discussione. Se parte di essa ritiene che si possa parlare di difensore civico in senso proprio soltanto a partire dal XIX secolo, prendendo quindi come riferimento il primo ombudsman, quello nato in Svezia, esiste un'altra parte della dottrina che invece fa risalire questa particolare istituzione a tempi remoti.

## Storia
La ricerca storica sull'esistenza di figure istituzionalmente preposte, nel passato, a vigilare sul buon andamento dell'attività amministrativa e a tutelare le persone dagli abusi commessi dai funzionari pubblici, aiuta a comprendere meglio e a inquadrare correttamente la figura del difensore civico per come emerge dalla normativa europea e statale in vigore.
Lo studio della progressiva evoluzione storica dell'istituto evidenzia indubitabilmente che molte prerogative, riconosciute all'ombudsman, sono sorprendentemente affini e talvolta identiche a quelle di figure istituite presso molte città dell'Impero Romano sin dai primi secoli dell'era cristiana. Del resto, dai primi tempi della repubblica, lo ius intercessionis attribuito ai tribuni della plebe copriva molte funzioni che ora sono pensate per il difensore civico.
Secondo altri, le prime figure pubbliche analoghe debbono essere riconosciute invece nel III secolo d.C., con particolare riferimento sia agli έκδικτοι (ecdici) sia ai σύνδικοι (syndici), funzionari collocati in uno spazio intermedio tra comunità locale e strutture periferiche dello Stato romano, i quali esercitavano funzioni peculiari in gran parte molto simili a quelle attribuite attualmente all'ombudsman. Questa istituzione romana era nota comunemente con il nome di defensor civitatis ed essa continuò a essere presente nella cultura del tempo sino allo scomparire di entrambi gli imperi d'occidente e d'oriente (in alcuni casi la figura del defensor civitatis rimase ancora all'interno dell'amministrazione, si pensi agli ostrogoti, ma successivamente andò oscurandosi).

## La diffusione dell'ombudsman nell'età moderna
Nel corso del XX secolo la figura dell'ombudsman ebbe un notevole successo e si diffuse nel mondo all'interno dei diversi ordinamenti statali, pur prendendo nomi differenti e avendo qualche caratteristica funzionale differente.

Si può dire che quello svedese sia stato il modello base su cui poi altri Stati hanno configurato quelle che l'ONU definisce Istituzioni di tutela dei diritti umani. Per quanto concerne il contesto europeo, anche il Consiglio d'Europa in questi anni si è espresso più volte sull'opportunità di istituire un ombudsman nazionale per gli Stati Europei.

Con diverse Risoluzioni, l'Assemblea Generale delle Nazioni Unite ha raccomandato l'istituzione e il rafforzamento della funzione e del ruolo autonomo e indipendente dell'Ombudsman, istituito al 2010 in 160 Paesi.

L'Unione europea ha istituito, con il Trattato Europeo siglato nel 1992 a Maastricht, l'importante Istituto del Mediatore Europeo, per tutelare il diritto dei cittadini a una buona amministrazione e garantire il rispetto dei diritti umani e fondamentali delle persone.
Oggi, 29 Paesi europei hanno istituito il Difensore Civico Nazionale.
L'istituto in esame è risultato avere caratteristiche abbastanza variabili nei diversi stati. Anche per questo ha assunto diverse denominazioni nei vari stati, basti pensare al francese Mediateur o allo spagnolo Defensor de Pueblo. Ciò è spiegabile osservando che le diversità culturali e sociali all'interno dei diversi Stati influenzano direttamente l'ordinamento giuridico e le sue modifiche.
Detto questo, è comunque utile sottolineare come il difensore civico sia diffuso (circa novanta Paesi) e, pur presentando caratteristiche marginalmente differenti, si configuri sostanzialmente sempre con le medesime finalità di garanzia e si prefigga sempre il compito di creare il "ponte" tra cittadino e la pubblica amministrazione.

Siamo chiaramente di fronte alla tipica impostazione democratico-costituzionale, dove si cercano sempre sistemi di pesi e contrappesi al fine di assicurare una tutela adeguata. Nel caso specifico, poi, l'Amministrazione per lungo periodo è stata considerata come portatrice dell'interesse generale e per questo dotata di un potere e di un'autorità forte e difficilmente contestabile da parte del singolo. Semplificando, è molto più difficile per un individuo contestare un ente che rappresenta il bene comune senza cadere in una posizione, seppur assurda, di egoismo inaccettabile e anzi censurabile. Di qui l'esigenza di modificare radicalmente il rapporto tra P.A. e cittadino, ponendo l'accento sul dialogo e l'interrelazione piuttosto che sul rapporto d'autorità.
Ciò sia per evitare che i pubblici uffici abusino del potere loro conferito, sia per evitare che aumenti il distacco tra cittadino e istituzioni e manchi uno dei principi fondamentali dello stato di diritto, ossia il senso civico diffuso nel rispetto delle regole e della convivenza pacifica. Il fine è quello di riattivare i meccanismi di partecipazione attiva, sia sociale sia politica, al fine di contribuire alla diffusione del diritto nella sua forma educativa, capace tra l'altro di fornire le basi per l'integrazione culturale in un mondo multietnico e globalizzato.

## Il difensore civico nel mondo

### Svezia
Una figura simile al defensor civitatis romano è riapparsa molti secoli dopo, nel 1809, in Svezia, a seguito dell'emanazione della nuova costituzione successiva a una rivoluzione contro la monarchia. Questa figura istituzionale, analoga a quella romano-imperiale, prese il nome di ombudsman. La necessità che veniva a configurarsi in quegli anni in Svezia era quella di bilanciare il potere del parlamento e del governo al fine di vedere salvaguardate le competenze dell'uno e dell'altro organo senza interferenze reciproche. In particolare il parlamento voleva affermare la sua indipendenza e centralità e si volevano inoltre tutelare i diritti e le libertà personali dei cittadini dagli abusi eventualmente compiuti dal governo nello svolgimento delle sue mansioni.
La nuova figura istituzionale è quindi fin dalla nascita una figura di garanzia, un osservatore imparziale che ha l'onere di vigilare sull'operato del governo e le sue diramazioni, in breve sul funzionamento della pubblica amministrazione.
Nella costituzione svedese del 1809, l'ombudsman fu concepito come organo fiduciario del parlamento con il compito di controllare e verificare solamente la legalità formale degli atti emanati dal potere esecutivo; l'esercizio di tale funzione venne suddivisa tra parlamento e ombudsman in modo tale da riservare al primo il controllo dell'attività del governo e al secondo il controllo sulla pubblica amministrazione, saldamente nelle mani del monarca, al fine di contenere il potere assoluto di costui e di garantire l'indipendenza del parlamento rispetto agli apparati amministrativi.
Inoltre l'ombudsman svedese fu dotato dei poteri d'inchiesta e di messa in stato di accusa dei funzionari ritenuti colpevoli; il suo intervento di controllo poteva incidere unicamente sugli organi e non anche sugli atti, perché gli venne attribuito solamente il compito di segnalare i vizi degli atti all'autorità competente ai fini disciplinari e non anche il potere di annullare, modificare o revocare l'atto inficiato; gli fu comunque estranea la funzione di tutela giurisdizionale delle posizioni soggettive di vantaggio dei cittadini.

### Italia
A differenza di quasi tutti i Paesi europei, in Italia non si è mai giunti all’approvazione di una legge istitutiva del Difensore civico nazionale; lo stesso trova una declinazione esclusivamente a livello regionale o delle province autonome, connotata da una certa disomogeneità.
Punto fermo è la sua configurazione quale Autorità amministrativa indipendente sui generis, con ampie prerogative di autonomia e indipendenza rispetto ai vertici politici, con peculiarità che lo diversifica dalle Autorità amministrative indipendenti propriamente dette e con funzioni “paragiurisdizionali” a tutela dei diritti e degli interessi dei cittadini.
Recentemente, la Conferenza dei Presidenti delle Assemblee legislative delle Regioni e delle Province autonome ha approvato un documento, avvalendosi del lavoro di un gruppo tecnico istituitosi ad hoc: le “Linee di indirizzo in merito alla disciplina degli Organi di Garanzia”, approvate il 26 settembre 2019 dall’Assemblea plenaria della Conferenza, che concerne anche la figura del Difensore civico. L’obiettivo è quello di muovere un primo passo di armonizzazione nei confronti di una legislazione regionale che si è sedimentata nel tempo in modo tutt’altro che uniforme da Regione a Regione.
Nel 2019 risultano 18 i Difensori civici regionali o delle province autonome (o Garanti che riuniscono in sé anche le attribuzioni del Difensore civico) in carica.
Queste le Regioni e Province autonome che hanno previsto tale istituto nei rispettivi statuti o in apposite leggi regionali: Abruzzo, Basilicata, Calabria, Campania, Emilia-Romagna, Friuli Venezia Giulia, Lazio, Liguria, Lombardia, Marche (Garante dei diritti della persona), Molise (Garante dei diritti della persona), Piemonte, Umbria, Sardegna, Toscana, Valle d’Aosta e Veneto (Garante dei diritti della persona), nonché le Province autonome di Bolzano e Trento. In Puglia il Difensore civico non è mai stato nominato a tutto il 2023. La figura del Difensore civico non è prevista normativamente dalle Regioni Sicilia e Trentino-Alto Adige (dove però la Regione ha delegato interamente ai due Difensori civici delle Province autonome le competenze nei confronti della Regione nei rispettivi territori).
Il ruolo del Difensore civico è stato rafforzato con l’approvazione del D.lgs. 97/2016 (Revisione e semplificazione delle disposizioni in materia di prevenzione della corruzione, pubblicità e trasparenza), del c.d. F.O.I.A. italiano (Freedom of Information Act), in materia di accesso civico generalizzato. Nonché dalla Legge 24/2017 (Disposizioni in materia di sicurezza delle cure e della persona assistita, nonché in materia di responsabilità professionale degli esercenti le professioni sanitarie) laddove l’art. 2 attribuisce alle Regioni la facoltà di affidare la funzione di Garante per il diritto alla salute al Difensore civico regionale.
I Difensori civici regionali, assieme alle altre figure di garanzia che si occupano a livello territoriale di diritti dell’infanzia e diritti dei detenuti, contribuiscono all’impegno dell’Italia per costruire globalmente istituzioni solide per la pace la giustizia e i diritti umani, come previsto dall’Obiettivo 16 dell’Agenda 2030, e in particolare dal traguardo 16.10 (Garantire un pubblico accesso all’informazione e proteggere le libertà fondamentali, in conformità con la legislazione nazionale e con gli accordi internazionali).
Va segnalato che, nel marzo del 2019, il Consiglio d’Europa (Principi di Venezia) ha pubblicato un insieme di principi per la protezione e la promozione dell’istituto del Difensore civico, ribadendone il ruolo a tutela dei diritti dei cittadini: “I difensori civici sono importanti per la democrazia, perché agiscono in maniera indipendente contro casi di mala amministrazione e contro presunte violazioni dei diritti umani e svolgono un ruolo cruciale di fronte ai governi e ai Parlamenti, che devono accettare le critiche. In quanto interfaccia tra l’amministrazione e i cittadini, i difensori civici sono a volte il primo e ultimo ricorso per porre rimedio alle violazioni dei diritti umani”.
Il Coordinamento nazionale dei Difensori civici
Il Coordinamento nazionale dei Difensori civici delle Regioni e delle Province autonome è un organismo associativo di cui fanno parte tutti i Difensori civici. Lo stesso opera per la concertazione e la valorizzazione del ruolo istituzionale della difesa civica in Italia, ponendo in essere un’attività di confronto e condivisione delle best practices, nonché promuovendo iniziative, anche in collaborazione con altri soggetti istituzionali, volte alla divulgazione delle sue competenze, con riferimento a temi specifici.
Il Coordinamento è composto dai Difensori civici in carica delle Regioni e delle Province autonome e opera attraverso la segreteria di un Difensore civico eletto collegialmente quale Presidente dello stesso, affiancato da due Vicepresidenti. Dal 2019 l’incarico di Presidente del Coordinamento è ricoperto da Andrea Nobili, Difensore civico della Regione Marche, coadiuvato dai Vice Enrico Formento Dojot, Difensore civico della Valle d’Aosta, e Daniela Longo, Difensore civico della Provincia di Trento, alla quale è poi subentrato Sandro Vannini, Difensore civico della Toscana.
Il Coordinamento ha sede a Roma presso la Conferenza dei Presidenti delle Assemblee legislative delle Regioni e delle Province autonome dove si riunisce abitualmente. Oltre agli incontri periodici che si tengono a Roma si riunisce, a rotazione, in altre città, per discutere questioni rilevanti, relative agli sviluppi e alle problematiche relativi al funzionamento della difesa civica in Italia.
A livello europeo e internazionale, il Coordinamento e i Difensori civici hanno la possibilità di relazionarsi con l’European Ombudsman Institute (EOI) e con l’International Ombudsman Institute (IOI). Il Coordinamento può intervenire anche su mandato del Mediatore europeo presso gli uffici centrali dello Stato.
Inoltre, rappresenta la Difesa civica nazionale italiana con il Mediatore europeo e si raccorda con la Rete degli Ombudsman/Difensori civici europei, di cui fanno parte tutti i Difensori civici italiani, anche attraverso un funzionario di collegamento.
In ambito bancario
In ambito bancario, si parla, invece, soprattutto di ombudsman.
L'Ombudsman bancario venne istituito per la prima volta nel 1993 con l'accordo interbancario voluto dalla Banca d'Italia. Di esso si è occupato anche il codice del consumo del 2005, che ne ha "istituzionalizzato" la figura al fine di velocizzare i tempi di risoluzione delle controversie fra banche e clienti.

Rientrano nella giurisdizione dell'Ombudsman bancario tutti gli istituti di credito operanti in Italia, con l'eccezione di Poste Italiane S.p.A che, pur svolgendo attività creditizia, non è giuridicamente qualificata come banca.
Al Giurì bancario possono rivolgersi i cittadini per le controversie con le banche e, se giudica a favore del cliente, esso ha il potere di obbligare gli istituti di credito a pagare immediatamente.
Nel 2009 è stato istituito l'Arbitro bancario finanziario, noto anche con l'acronimo ABF, per la risoluzione stragiudiziale delle controversie tra clienti e intermediari finanziari.

Esso è un organismo indipendente e imparziale presso la Banca d'Italia che opera attraverso tre Collegi giudicanti (a Roma, Milano e Napoli) i cui cinque membri sono nominati dalla Banca d'Italia (tre), dall'associazione di categoria dei consumatori o delle imprese a seconda del cliente se privato o imprenditore (un membro) e dall'associazione bancaria o dalla categoria di appartenenza dell'intermediario finanziario (un membro).

### Romania
La figura del difensore civico è stata istituita in Romania con l'introduzione della Costituzione del 1991.
L'attività del difensore civico è regolata dalla Costituzione della Romania (Titolo II, Capitolo IV, Artt. 58-60) e dalla legge ordinaria sull'organizzazione e il funzionamento dell'istituzione dell'Avvocato del popolo (Legge 35/1997).
Come disciplinato dalla legge ordinaria, l'avvocato del popolo ha la responsabilità di «difendere i diritti e le libertà delle persone fisiche nei loro rapporti con le autorità pubbliche».